# Barbora Řeháčková

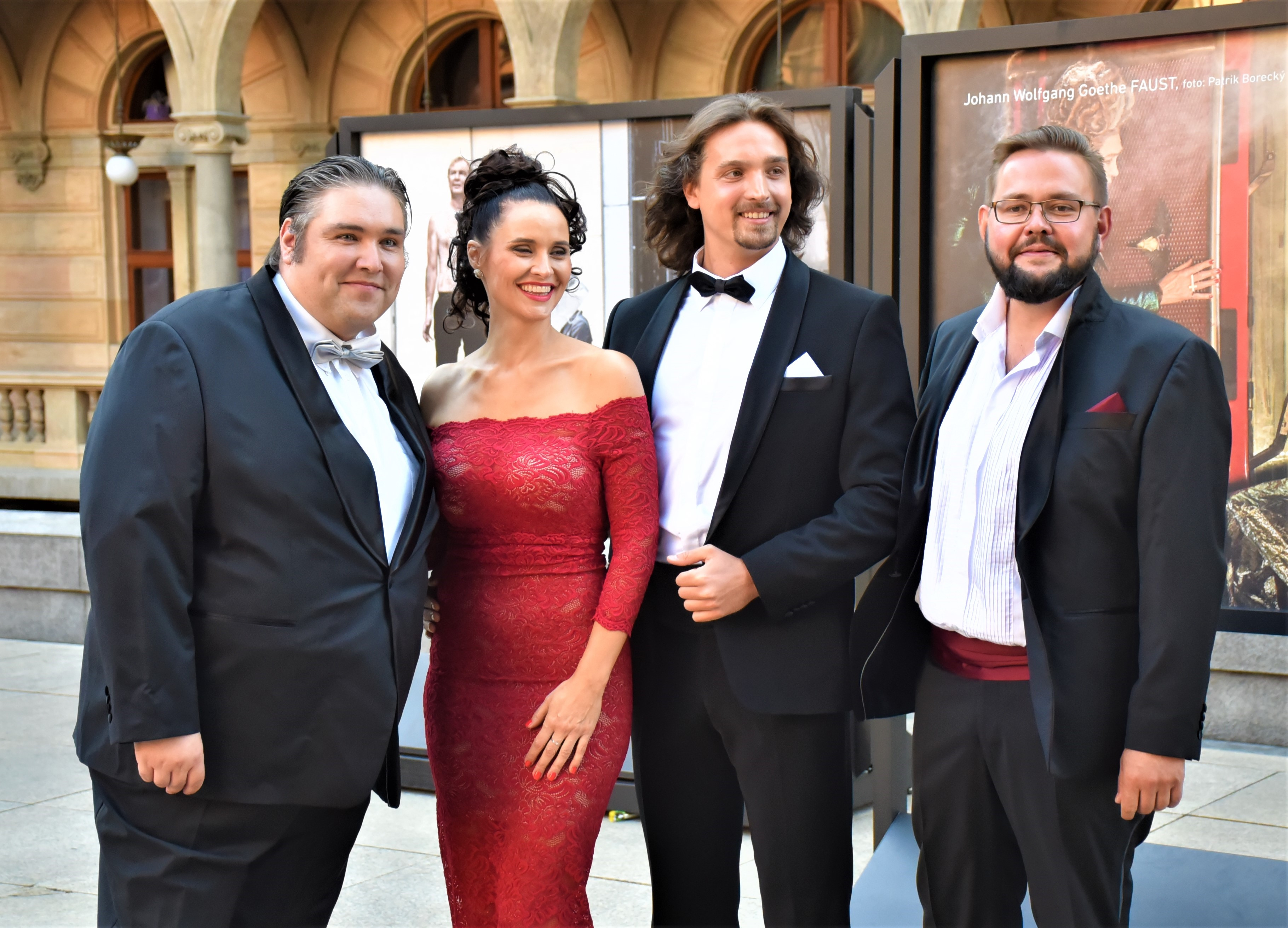
Barbora Řeháčková mit Il Bohemo, 2019

Barbora Řeháčková (* 1979 in Jičín) (auch Barbora Mindrinu, Barbora Swinx) ist eine tschechische Jazzsängerin.

## Werdegang
Schon als ein kleines Mädchen sang und tanzte Barbora Řeháčková in der Jičíner Volkstanzgruppe „Jičíňáček“. Mit ihr trat sie in ganz Europa auf. Im Jahre 1999 absolvierte sie das Teplicer Konservatorium im Studienfach Violine, und danach spielte sie als Violistin drei Jahre mit der „Severočeská filharmonie Teplice“.
Bei einer Jamsession im Jahre 1999 entflammte ihre Liebe zum Jazzgesang. Bald danach sang sie schon mit den führenden Musikern und Jazzbands auf tschechischen und ausländischen Bühnen. Im Jahre 2000 war sie mit dem Tschechischen Nationalen Symphonie Orchester, unter der musikalischen Leitung von Paul Freeman und Libor Pešek auf einer Tournee durch das Vereinigte Königreich gewesen. In den Jahren 2008 bis 2011 sang sie in Griechenland unter dem Künstlernamen Barbora Mindrinu. Unter diesem hatte sie auch das Debüt-Album „Close to You“ mit einem fünfzehnköpfigen Orchester und Chantal Poulain als Gast veröffentlicht.
Nach der Rückkehr in die Heimat nahm sie den Künstlernamen Barbora Swinx an. 2019 hatte sie Auftritte mit der Musikgruppe „Barbora Swinx Boys“ im Prager Jazzclub Reduta. Sie trat aber auch an und ab im exklusiven Tower Park Oblaca in Prag auf. Das Repertoire, aber auch ihr künstlerischer Stil ist von den Liedern Ella Fitzgeralds geprägt. Während ihrer Jazzkariere trat Barbora Řeháčková mit den Stars des tschechischen Jazz, Pop und der Klassik auf. Sie betrat die Bühne mit Vlasta Průchová, Eva Pilarová, Petra Janů, Dagmar Pecková, Leona Machálková, Petr Janda, Petr Pipa, und 4-Tet. Sie sang mit der Band von Felix Slováček, der Swing Band von Ferdinand Havlík, Bohemia Big Band Bohuslava Volfa, Golden Big Band Prague, Petra Soviče und dem Vokal Quartett The Swings. Sie erschien auf mehreren heimischen und weltweiten Festivals wie „Jazz auf der Burg“.
Barbora Řeháčková initiierte das Projekt Porgy & Bess in der Tschechischen Republik – einer originalen Jazzinterpretation von Opern von George Gershwin. Im Rahmen dieses Projekts sang sie mit Lee Andrew Davison und der Begleitung des Prager Filmorchesters unter Jiří Korynta mit der Polnisch-Baltischen Philharmonie in Danzig.
2019 und 2020 eröffnete sie mit den bekannten Solisten des Nationaltheaters Zdeněk Plecht, Pavel Švinger, Igor Loškár unter dem Namen II Bohemo im Rahmen eines festlichen Konzerts die Prager Opernsaison.

## Diskografie
- Close to You (als Barbora Mindrinu), Album, 2010
- Colors of Love, Album, 2015, Arta Records[4][5]
- September Bossa, Single
- Lži jak chceš, Single
- If you would ask me, Single

## Auszeichnungen
2012 wurde sie von der Website Super.cz zur „Schönsten Jazz-Diva der Tschechischen Republik“ erklärt.